# Secretaria de Transportes Metropolitanos del Estado de São Paulo
La Secretaría de los Transportes Metropolitanos - STM es responsable por la planificación y organización del transporte urbano de pasajeros en las tres regiones metropolitanas del Estado de São Paulo – Región Metropolitana de Baixada Santista (RMBS), Región Metropolitana de Campinas (RMC) y Región Metropolitana de São Paulo (RMSP). 

## Histórico
Desde los años 1970, con la administración de las líneas de trenes urbanos de FEPASA y posteriormente del Metro de São Paulo, el gobierno paulista se veía cada vez más relacionado con la organización del transporte urbano en la Grande São Paulo.
En 1975, dentro de un proyecto de planificación de la Región Metropolitana de São Paulo , el gobierno crearía la Secretaria de Estado de los Negocios Metropolitanos, que terminaría siendo responsable por la planificación y organización de los transportes metropolitanos. 
La Secretaria de Negocios Metropolitanos fue substituida en 1988 por la Secretaria de Estado de Habitación y Desarrollo Urbano de São Paulo. Hasta esa época solamente la EMTU (creada en 1977) y el Metro de São Paulo (transferido por la prefectura de São Paulo al gobierno del estado a fines de la década de 1970) eran las empresas de transporte vinculadas a la secretaría.
En 1991, dicha secretaría sería extinta y los transportes de la región metropolitana serían administrados provisoriamente por la Secretaria de Planificación y Gestión.
La actual Secretaría de Transportes Metropolitanos fue creada por la Ley Estadual Nº 7.450, el 16 de julio de 1991, siendo inicialmente responsáble por la organización del transporte urbano de la Región Metropolitana de São Paulo. 

## Secretarios
| Secretario                          | Mandato                                            |
| ----------------------------------- | -------------------------------------------------- |
| Aloysio Nunes Ferreira Filho        | del 23 de julio de 1991 al 29 de mayo de 1992      |
| Fernando Augusto Cunha              | del 5 de junio de 1992 al 1 de abril de 1993       |
| Aloysio Nunes Ferreira Filho        | del 2 de abril de 1993 al 31 de diciembre de 1993  |
| Jorge Fagalli Neto                  | del 1 de enero de 1994 al 31 de diciembre de 1994  |
| Claudio de Senna Frederico          | del 1 de enero de 1995 al 6 de agosto de 2001      |
| Jurandir Fernando Ribeiro Fernandes | del 7 de agosto de 2001 al 31 de diciembre de 2006 |
| José Luiz Portella Pereira          | del 1 de enero de 2007 a 31 de diciembre de 2010   |
| Jurandir Fernando Ribeiro Fernandes | del 1 de enero de 2011 a 31 de diciembre de 2014   |
| Clodoaldo Pelissioni                | del 1 de enero de 2015 - actualidad                |